# CZ-2C
CZ-2C poznata još i kao Dugi Marš 2C je kineska raketa nosač razvijena tijekom 70ih godina 20. stoljeća. Raketa je nastala kao poboljšana verzija rakete CZ-2A. CZ-2C je prvo lansiranje imala 26. studenog 1975. i od tada je imala 36 lansiranja od čega 35 uspješnih. Raketa se na tržištu nudi u sljedećim varijantama:
- 2C/SD — varijanta za komercijalne satelite
- 2C/SD — varijanta koja omogućava lansiranje dva satelita
- 2C/SM — poboljšana varijanta

### Specifikacije
| parametar           | vrijednost        |
| ------------------- | ----------------- |
| visina              | 42,00 m           |
| promjer             | 3,35 m            |
| masa                | 233000 kg         |
| broj stupnjeva      | 2                 |
| nosivost (LEO)      | 2500 kg           |
| nosivost (GTO)      | 1250 kg (2C/SM)   |
| broj lansiranja     | 36                |
| uspješna lansiranja | 35                |
| prvo lansiranje     | 26. studeni 1975. |

| parametar         | 1. stupanj           | 2. stupanj          | gornji stupanj |
| ----------------- | -------------------- | ------------------- | -------------- |
| Masa (pun/prazan) | 172706 kg / 10000 kg | 58667 kg / 4000 kg  | 125 kg         |
| motor             | YF-21C               | YF-24E YF-22E YF23C |                |
| potisak           | 2961,6 kN            | 741,4 + 4x11,8 kN   | 10,78 kN       |
| specifičan impuls | 261 s                | 295 s               | 280 s          |
| dužina izgaranja  | 122 s                | 130 s               |                |
| gorivo            | N2O4/UDMH            | N2O4/UDMH           | kruto          |